# Humbercourt
Humbercourt est une commune française située dans le département de la Somme, en région Hauts-de-France.

## Géographie

### Localisation
Humbercourt relève des pays traditionnels de l'Amiénois ou de l'Artois, la limite de ces pays étant discutables.
Limitrophe du Pas-de-Calais, la localité est située à 7 km au nord de Pas-en-Artois, 9 km au sud-ouest d'Avesnes-le-Comte, 10 km au nord-est de Doullens, à 25 km au sud-ouest d'Arras et à 37 km au nord d'Amiens, à vol d'oiseau.
Le territoire de la commune est limitrophe de ceux de cinq communes.
Les communes limitrophes sont  Coullemont, Couturelle, Lucheux, Sus-Saint-Léger et Warluzel.

### Relief, paysage, végétation
Au nord, se trouve le Bois de Dessus, puis une plaine agricole arrêtée par le Bois de Sus-Saint-Léger.
Au sud se trouve une plaine agricole. Le Grand Fiez (mont Saint-Jean) culmine à une altitude de 173 mètres, c'est un des points les plus hauts du Doullennais et même de la Somme (si on ne considère pas les reliefs de la vallée de la Bresle).
À l'est, s'étendent les Chauffours d'Humbercourt, les Montagnes Coullemontoises et les Fonds de Couturelle.
À l'ouest, se trouve le bois Amingard, circonscrivant les reliefs de La Montagne du bois Amingard au nord, et le Bois Watron au sud.

### Hydrographie

#### Réseau hydrographique
La commune est située dans le bassin Artois-Picardie. Elle est drainée par la Grouche.
La Grouche, d'une longueur de 17 km, prend sa source dans la commune de Coullemont et se jette  dans l'Authie à Doullens, après avoir traversé six communes.

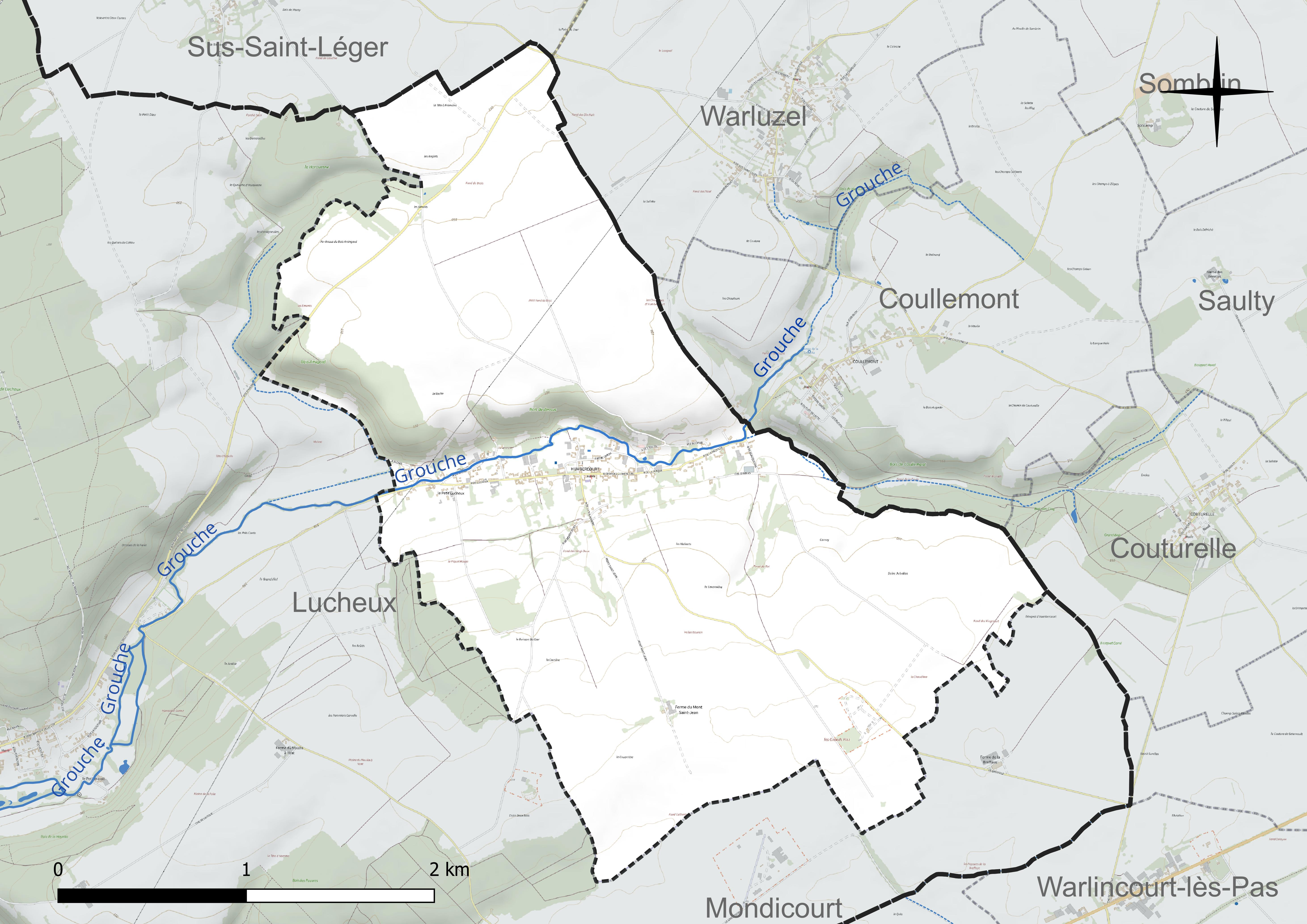
Réseau hydrographique d'Humbercourt.

#### Gestion et qualité des eaux
Le territoire communal est couvert par le schéma d'aménagement et de gestion des eaux (SAGE) « Authie ». Ce document de planification concerne un territoire de 1 253 km2 de superficie, délimité par le bassin versant de l'Authie. Le périmètre a été arrêté le 5 août 1999 et le SAGE proprement dit est, en 2024, en cours d'élaboration. La structure porteuse de l'élaboration et de la mise en œuvre est le syndicat mixte Canche Et Authie.
La qualité des cours d'eau peut être consultée sur un site dédié géré par les agences de l'eau et l'Agence française pour la biodiversité.

### Climat
Pour des articles plus généraux, voir Climat des Hauts-de-France et Climat de la Somme.
En 2010, le climat de la commune est de type climat des marges montargnardes, selon une étude du CNRS s'appuyant sur une série de données couvrant la période 1971-2000. En 2020, Météo-France publie une typologie des climats de la France métropolitaine dans laquelle la commune est exposée à un climat océanique et est dans une zone de transition entre les régions climatiques « Nord-est du bassin Parisien » et « Côtes de la Manche orientale ».
Pour la période 1971-2000, la température annuelle moyenne est de 10 °C, avec une amplitude thermique annuelle de 14,1 °C. Le cumul annuel moyen de précipitations est de 845 mm, avec 14 jours de précipitations en janvier et 9,4 jours en juillet. Pour la période 1991-2020, la température moyenne annuelle observée sur la station météorologique la plus proche, située sur la commune de Saulty à 6 km à vol d'oiseau, est de 10,4 °C et le cumul annuel moyen de précipitations est de 899,7 mm,. Pour l'avenir, les paramètres climatiques de la commune estimés pour 2050 selon différents scénarios d'émission de gaz à effet de serre sont consultables sur un site dédié publié par Météo-France en novembre 2022.

## Urbanisme

### Typologie
Au 1er janvier 2024, Humbercourt est catégorisée commune rurale à habitat dispersé, selon la nouvelle grille communale de densité à sept niveaux définie par l'Insee en 2022.
Elle est située hors unité urbaine et hors attraction des villes,.

### Occupation des sols
L'occupation des sols de la commune, telle qu'elle ressort de la base de données européenne d'occupation biophysique des sols Corine Land Cover (CLC), est marquée par l'importance des territoires agricoles (88,4 % en 2018), une proportion identique à celle de 1990 (88,4 %). La répartition détaillée en 2018 est la suivante : 
terres arables (81,3 %), forêts (7,3 %), prairies (7,2 %), zones urbanisées (4,2 %). L'évolution de l'occupation des sols de la commune et de ses infrastructures peut être observée sur les différentes représentations cartographiques du territoire : la carte de Cassini (XVIIIe siècle), la carte d'état-major (1820-1866) et les cartes ou photos aériennes de l'IGN pour la période actuelle (1950 à aujourd'hui).

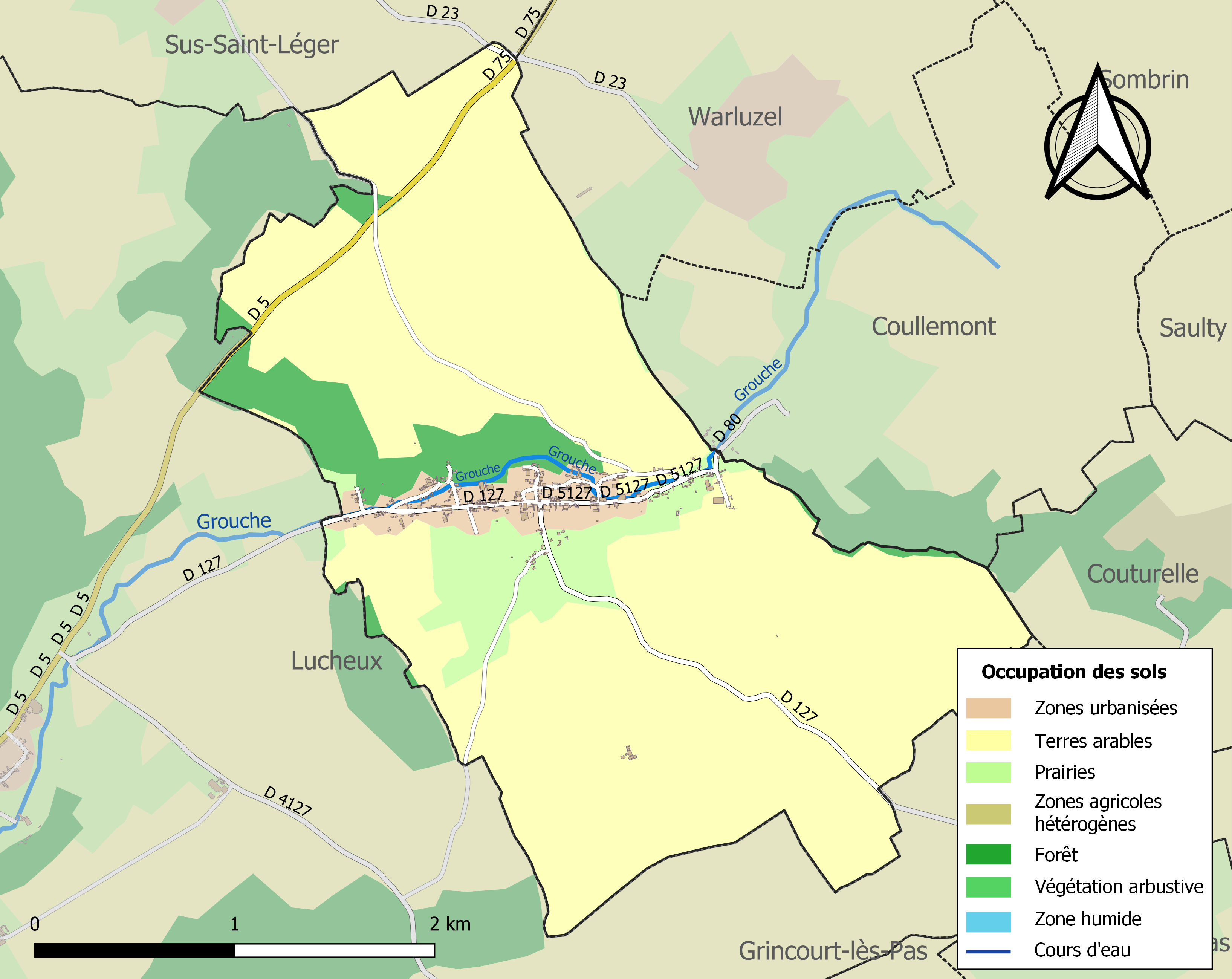
Carte des infrastructures et de l'occupation des sols de la commune en 2018 (CLC).

## Toponymie

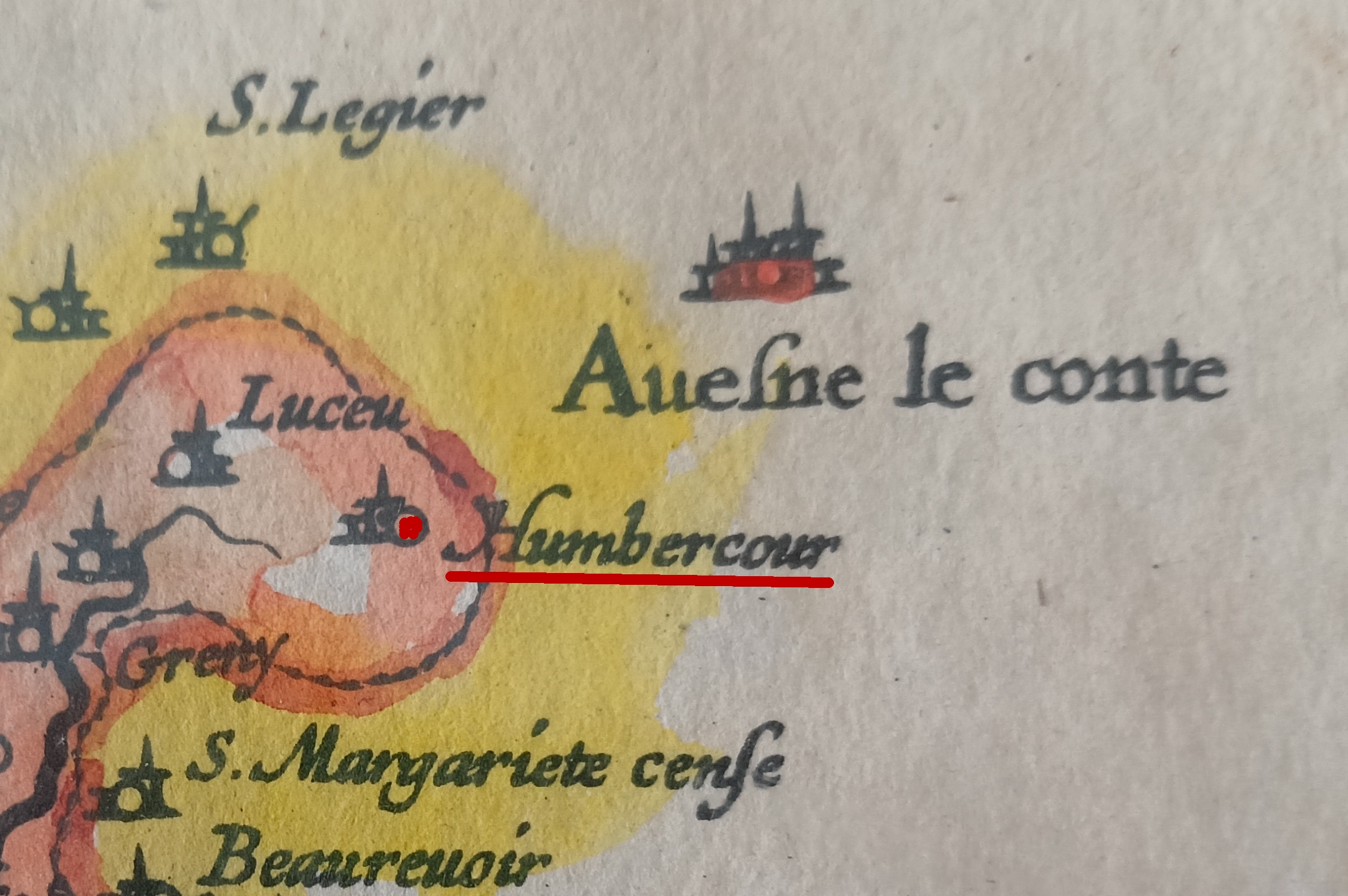
Humbercourt sur une carte de la Picardie de 1620.

Le nom de la localité est attesté sous les formes Humblercourt en 1421 ; Humbercourt en 1427 ; Umbercourt au XVe siècle ; Humbercour en 1592 ; Hombercourt en 1790.

## Histoire
En 1189, nous trouvons un Robert Fretel de Vismes qui fut seigneur d'Humbercourt, Jeanne Fretel de Vismes fait passer cette seigneurie aux de Brimeu.
Nous savons que Jean de Brimeu, seigneur d'Humbercourt, épousa Marie de Mailly, fille de Colart de Mailly, seigneur de Mailly, Bouillancourt en Séry, de Ploich et de Beaufort, tué le 25 octobre 1415 à Azincourt, et de Marie de Mailly, dame de L'Orsignol et de Bours, morte le 16 septembre 1456.
Marie de Mailly, fille de Colart de Mailly, seigneur de Mailly, Bouillancourt en Séry, de Ploich et de Beaufort, tué le 25 octobre 1415 à Azincourt, et de Marie de Mailly, dame de L'Orsignol et de Bours, morte le 16 septembre 1456, se remaria à Hue de Berghères, seigneur de Beaupré.
Autrefois zone de frontière entre les Pays-Bas espagnols et le royaume de France (la vallée de la Grouche étant une porte d'entrée en pays d'Artois), l'histoire d'Humbercourt est très fortement liée à celle de la famille De Brimeu, dont on retrouve d'ailleurs l'écusson sur le porche de l'église à côté de celle de la Toison d'Or, distinction chevaleresque que reçut Guy De Brimeu, seigneur d'Humbercourt et de Querrieu, pour ses services rendus à Charles le Téméraire.

## Politique et administration
| Période                                  | Période                      | Identité              | Étiquette | Qualité                                                                                         |
| ---------------------------------------- | ---------------------------- | --------------------- | --------- | ----------------------------------------------------------------------------------------------- |
| Les données manquantes sont à compléter. |                              |                       |           |                                                                                                 |
| mars 2001                                | En cours (au 8 octobre 2020) | Catherine Penet-Caron |           | Vice-présidente de la CC du Territoire Nord Picardie (2017 → ) Réélue pour le mandat 2020-2026, |

## Population et société

### Démographie
L'évolution du nombre d'habitants est connue à travers les recensements de la population effectués dans la commune depuis 1793. Pour les communes de moins de 10 000 habitants, une enquête de recensement portant sur toute la population est réalisée tous les cinq ans, les populations de référence des années intermédiaires étant quant à elles estimées par interpolation ou extrapolation. Pour la commune, le premier recensement exhaustif entrant dans le cadre du nouveau dispositif a été réalisé en 2006.

En 2022, la commune comptait 253 habitants, en évolution de −5,95 % par rapport à 2016 (Somme : −1,26 %, France hors Mayotte : +2,11 %).
| 1793 | 1800 | 1806 | 1821 | 1831 | 1836 | 1841 | 1846 | 1851 |
| ---- | ---- | ---- | ---- | ---- | ---- | ---- | ---- | ---- |
| 737  | 802  | 763  | 649  | 599  | 601  | 594  | 605  | 584  |

| 1856 | 1861 | 1866 | 1872 | 1876 | 1881 | 1886 | 1891 | 1896 |
| ---- | ---- | ---- | ---- | ---- | ---- | ---- | ---- | ---- |
| 578  | 563  | 552  | 516  | 572  | 508  | 479  | 469  | 461  |

| 1901 | 1906 | 1911 | 1921 | 1926 | 1931 | 1936 | 1946 | 1954 |
| ---- | ---- | ---- | ---- | ---- | ---- | ---- | ---- | ---- |
| 445  | 433  | 406  | 413  | 389  | 388  | 389  | 389  | 377  |

| 1962 | 1968 | 1975 | 1982 | 1990 | 1999 | 2006 | 2011 | 2016 |
| ---- | ---- | ---- | ---- | ---- | ---- | ---- | ---- | ---- |
| 352  | 370  | 327  | 303  | 295  | 279  | 255  | 255  | 269  |

| 2021 | 2022 | - | - | - | - | - | - | - |
| ---- | ---- | - | - | - | - | - | - | - |
| 259  | 253  | - | - | - | - | - | - | - |

### Enseignement
Les communes de Bouquemaison, Lucheux, Humbercourt et Grouches-Luchuel gèrent l'enseignement primaire au sein d'un regroupement pédagogique intercommunal.

## Culture locale et patrimoine

### Lieux et monuments
- Église de l'Assomption-de-la-Sainte-Vierge des XIIe et XVIIIe siècles, avec une cloche de 1763 dans son clocher tout en pierre, à huit pans ajourés.
- Chapelle Sainte-Véronique, reconstruite en 1872[28].

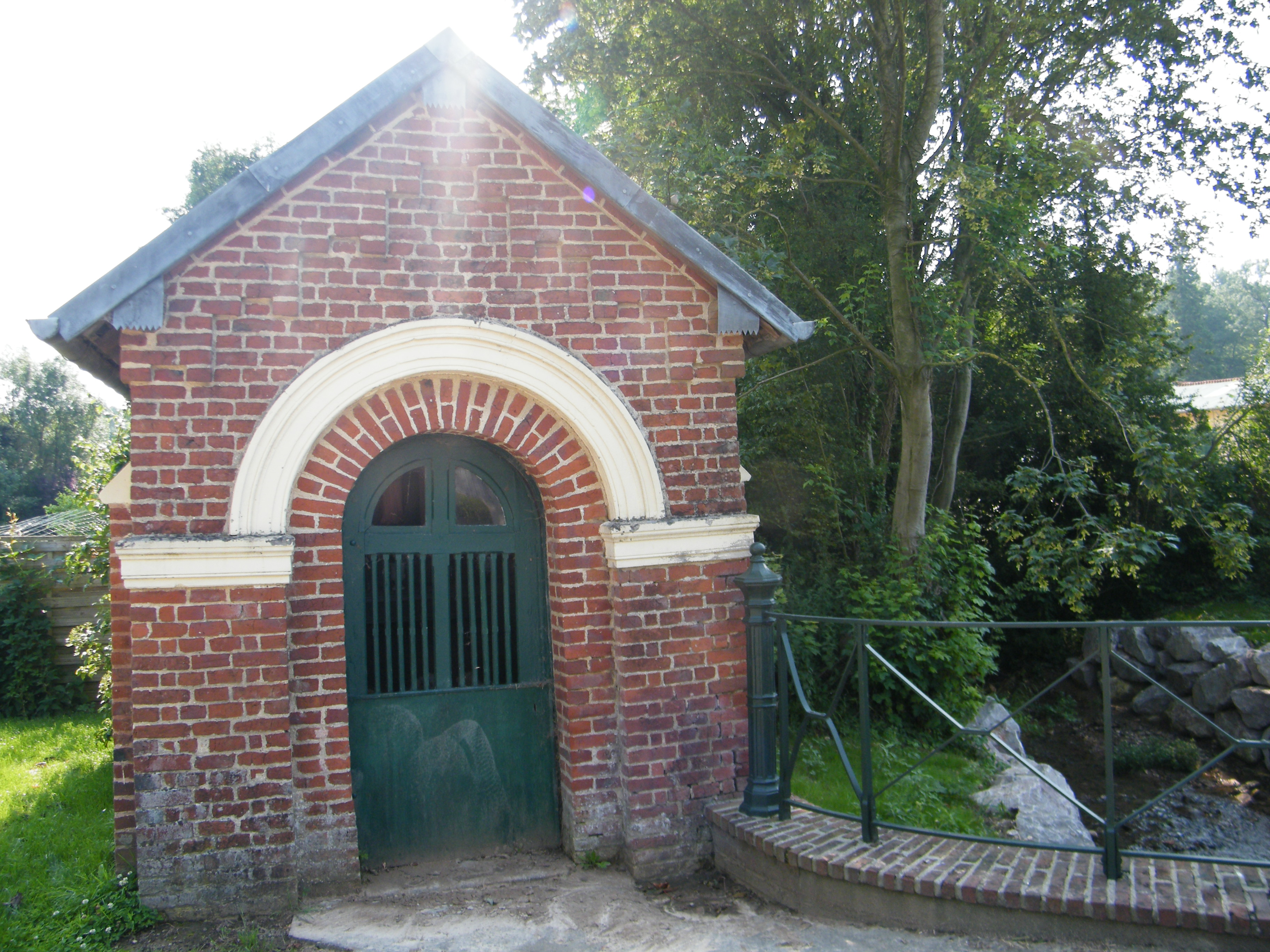
Chapelle Sainte-Véronique, bordée par la rivière la Grouche.
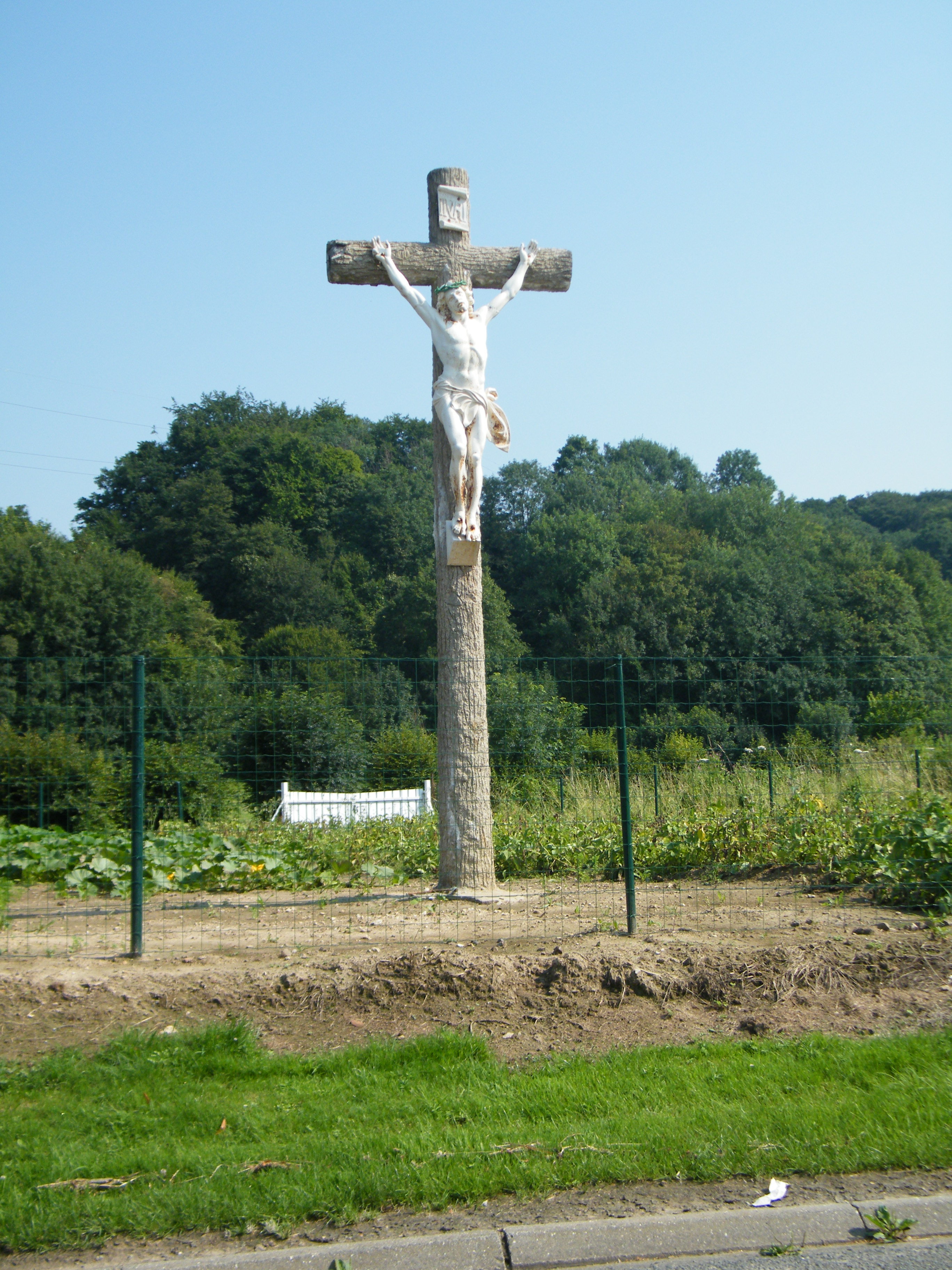
Calvaire monumental.
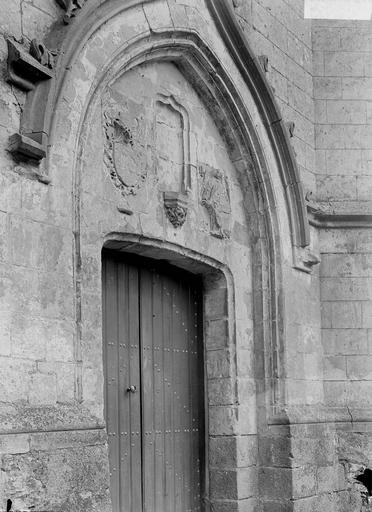
Portail de l'église.

### Héraldique
|  | Les armes de la commune se blasonnent ainsi : d'argent aux trois aigles de gueules. |

### Personnalités liées à la commune
- René Caron (1896-1942), né à Humbercourt.
- André Filleul (1921- 2004), braconnier et écrivain.[réf. nécessaire]
- Jean-Pierre Tempet, né à Humbercourt en 1954, footballeur international évoluant au poste de gardien de but.